# The Great Santa Claus Switch
The Great Santa Claus Switch was een kerstspecial met Jim Hensons Muppets die in december 1970 werd uitgezonden op CBS. Het was geschreven door Jerry Juhl en geregisseerd door John Moffitt. De muziek was van de hand van Joe Raposo en de gebruikte poppen werden vervaardigd door Don Sahlin.
Ed Sullivan gaf de zendtijd op van één gehele aflevering van zijn Ed Sullivan Show om plaats te maken voor de uitzending van de special.

## Verhaal
De reuzenmonsters Thig en Thog ontvoeren de Kerstman uit zijn werkplaats en brengen hem naar de grot van hun opdrachtgever, de boosaardige magiër Cosmo Scam. De grot wordt bewoond door een grote verscheidenheid aan afzichtelijke wezens, waaronder Frackles en Snerfs. Cosmo meet zich het uiterlijk van de Kerstman aan en laat hem in een kerker smijten. Hij is van plan op het dievenpad te gaan en met zijn huidige uiterlijk zal niemand vermoeden dat hij kwaad in de zin heeft. Langzaamaan veroveren de Frackles de werkplaats op de Kerst-elfen, die eveneens gevangen worden gezet.
De Kerstman vertelt Thig en Thog over de diepere gedachte achter Kerstmis. Wanneer Cosmo ontdekt dat de twee niet meer voor hem willen werken, sluit hij hen op bij de Kerstman en gaat verder met zijn voorbereidingen. De elfen verzinnen een plan om iedereen te bevrijden en het bonte gezelschap snelt naar de werkplaats van de Kerstman. Doordat het inmiddels Kerst is, kan de tovenaar niet op tegen de magie van de Kerstman. De Frackles raken daarbij in de ban van de Kerstgedachte en weigeren hun leider verder te helpen. Er zit voor hem niets anders op dan zijn snode plannen te staken.

## Rolverdeling

### Muppet-personages
| Acteur          | Personage                                                          |
| --------------- | ------------------------------------------------------------------ |
| Jim Henson      | Fred de elf, Lothar                                                |
| Frank Oz        | elfen Skippity en Hoppity, Thig, Boppity Frackle, Frackle-cipier   |
| Jerry Nelson    | Zippity de elf, Thog, Snivelly Frackle                             |
| Richard Hunt]   | Bing de elf, Frackle met lucifer                                   |
| John Lovelady   | Bong de elf, Snake Frackle, Scoff Frackle, Frackle die alarm slaat |
| Danny Seagren   | Gloat Frackle, Snarl Frackle                                       |
| Fran Brill      |                                                                    |
| Marilyn Sokol   |                                                                    |
| Byron Whiting   |                                                                    |
| Greg Antonacchi |                                                                    |
| Cary Antebi     |                                                                    |
| John Byrum      |                                                                    |

### Menselijke personages
| Acteur      | Personage            |
| ----------- | -------------------- |
| Art Carney  | Kerstman, Cosmo Scam |
| Ed Sullivan | zichzelf (verteller) |

## Trivia
- De bovenstaande Frackle-cipier was in feite de pop Thig met een ietwat aangepast uiterlijk. De Frackle die alarm slaat was op zijn beurt eigenlijk Koekiemonster. Andersom werd de pop Snarl Frackle enige jaren later in licht bijgewerkte vorm gebruikt voor Gonzo in The Muppet Show. Thog maakte deze overstap eveneens. Zijn compagnon Thig daarentegen kwam na deze kerstspecial nooit meer voor.
- De naam van het volkje de Freggels, uit Jim Hensons gelijknamige kinderserie, is een verbastering van de Frackles.